# Brotogeris
Brotogeris is een geslacht van vogels uit de familie Psittacidae (papegaaien van Afrika en de Nieuwe Wereld).

## Soorten
Het geslacht kent de volgende soorten:
- Brotogeris chiriri – Chiririparkiet of Kanarievleugelparkiet
- Brotogeris chrysoptera – Oranjevleugelparkiet
- Brotogeris cyanoptera – Kobaltvleugelparkiet
- Brotogeris jugularis – Toviparkiet
- Brotogeris pyrrhoptera – Vuurvleugelparkiet
- Brotogeris sanctithomae – Tuiparkiet
- Brotogeris tirica – Tiricaparkiet
- Brotogeris versicolurus – Witvleugelparkiet